# ニコス・バクセヴァノス
ニコラオス・バクセヴァノス（Nikolaos Baxevanos (ギリシア語: Νίκος Μπαξεβάνος、1999年7月16日 - ）は、ギリシャ・テッサロニキ出身のプロサッカー選手。セルビアのFKスパルタク・スボティツァ所属。ポジションは、ディフェンダー（センターバック）。元サッカー選手でサッカー指導者のスピロス・バクセヴァノスの息子である。